# Chambres spéciales des tribunaux de district de Dili
Les  chambres spéciales des tribunaux de district de Dili"(aussi dénommées "Tribunal du Timor oriental) est un tribunal international temporaire hybride (c'est-à-dire incluant des acteurs judiciaires du  Timor oriental et des acteurs internationaux) créé en 2000 par l’Administration transitoire des Nations unies au Timor oriental (ATNUTO – en anglais : UNTAET) pour juger les "crimes graves" - comprenant des meurtres, des viols et des tortures - commis en 1999. Ces chambres spéciales ont siégé de 2000 à 2006. C'est, avec la commission pour l’Accueil, la Vérité la Réconciliation, un des dispositifs de justice transitionnelle mis en place par les Nations unies pour régler les différends et faciliter la réconciliation tout en faisant justice pour les violations des droits de l'homme et atrocités commises au Timor oriental entre 1974 et 1999.  

## Organisation
Jusqu’en 2003, il n’y eut qu’une seule chambre dans ce tribunal. En 2003, une deuxième et une troisième chambre furent constituées. Chaque chambre était composée de deux juges internationaux et d’un juge du Timor oriental. Les juges internationaux provenaient du Brésil, du Burundi, du Cap Vert, d’Allemagne, d’Italie, du Portugal, d’Ouganda et des États-Unis.

## Les procès
En 2002, peu après la mise en place effective des chambres, les Nations unies par la résolution 1410 créa une mission d'appui des Nations unies au Timor oriental comprenant un "groupe des crimes graves" (Serious Crimes Unit) pour enquêter sur les crimes en question et poursuivre leurs auteurs. Les chambres spéciales inculpèrent près de 400 personnes. Un obstacle majeur pour passer en jugement les accusés fut qu’il s’agissait de citoyens indonésiens et que le gouvernement indonésien refusa de  les livrer au Timor-oriental ou aux forces des Nations unies.
Il y eut néanmoins 55 procès impliquant 88 accusés ; quatre furent acquittés et 84 condamnés, dont 24 avaient plaidé coupable. 
Lorsque les Nations unies arrêtèrent de financer les chambres spéciales et le Groupe des crimes graves, il y avait 514 dossiers ouverts dont les actes d’accusation n’avaient pas été dressés et 50 plaintes à propos desquelles l’enquête n’avait pas été faite. Les plaintes non élucidées ou non jugées comprenaient 828 cas de meurtre, 60 de viols et cent cas de torture ou de sévices violents.

### Le massacre de Liquiçá
Dès sa première audience, la deuxième cour spéciale entendit les témoignages sur le massacre de l’église de  Liquiçá. Les faits remontaient à avril 1999 et concernaient le massacre de quelque 200 personnes réfugiées dans l’église catholique locale par un ensemble de miliciens pro-indonésiens, des militaires indonésiens et des policiers. De nombreux témoins avaient vu les faits, y compris celui du prêtre Raphael dos Santos. Il fut impossible d’établir le nombre exact des victimes, les autorités indonésiennes affirmant qu’il ‘était de 61. La cour était présidée par le Capverdien Benfeito Mosso Ramos, et les assesseurs étaient le Portugais Antero Luis et le Est-timorais Antonio Helder.

### Autres massacres de grande ampleur
Au moins trois autres massacres d’ampleur comparable ont eu lieu au Timor oriental:
- Massacre de Krakas dans le sous-district de Viqueque d’août à octobre 1983 (287 victimes)
- Massacre de Santa Cruz, dans le district de Dili le 12 novembre 1991 (250 victimes)
- Massacre de l’église de Suai, dans le district de Suai le 6 septembre 1999 (200 victimes)

## Sources
- Caitlin Reiger and Marieke Wierda (2006). The Serious Crimes Process in Timor-Leste: In Retrospect (New York: International Center for Transitional Justice)